# Condado de Grainger
El condado de Grainger (en inglés: Grainger County, Tennessee), fundado en 1796, es uno de los 95 condados del estado estadounidense de Tennessee. En el año 2000 tenía una población de 20.659 habitantes con una densidad poblacional de 28 personas por km². La sede del condado es Rutledge.

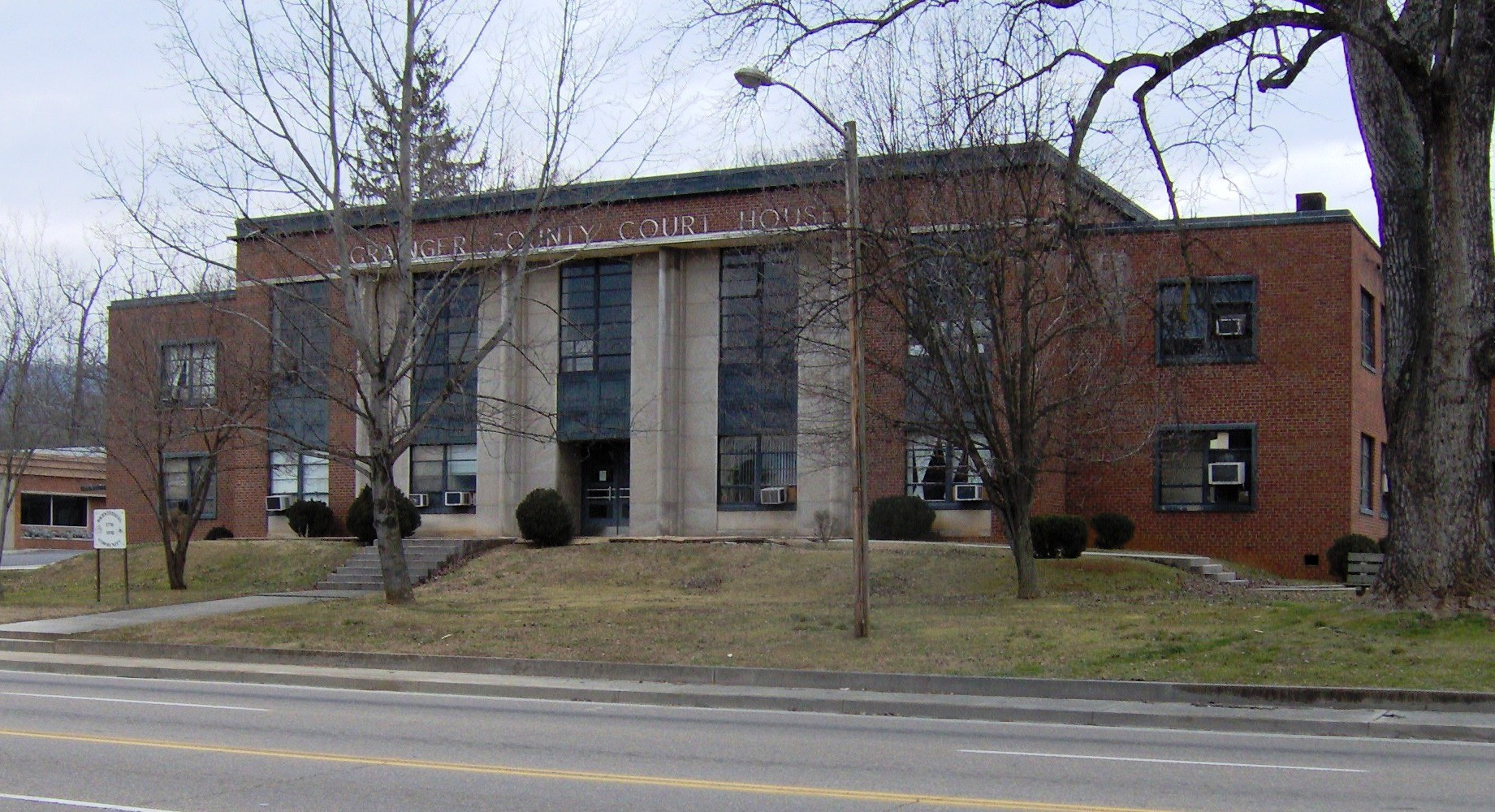
Grainger Corte del Condado de Rutledge

## Geografía
Según la Oficina del Censo, el condado tiene un área total de 783 km² (302,3 mi²), de la cual 726 km² (280,3 mi²) es tierra y 57 km² (22,0 mi²) es agua.

### Condados adyacentes
- Condado de Hancock y Condado de Hawkins noreste
- Condado de Hamblen este
- Condado de Jefferson sur
- Condado de Knox suroeste
- Condado de Union oeste
- Condado de Claiborne noroeste

## Demografía
En el 2000 la renta per cápita promedia del condado era de $27 997, y el ingreso promedio para una familia era de $33,691. El ingreso per cápita para el condado era de $14 505. En 2000 los hombres tenían un ingreso per cápita de $25 781 contra $19 410 para las mujeres. Alrededor del 18,70% de la población estaba bajo el umbral de pobreza nacional.

## Lugares

### Ciudades y pueblos
- Bean Station
- Blaine
- Rutledge

### Comunidades no incorporadas
- Liberty Hill
- Powder Springs
- Tater Valley
- Thorn Hill
- Washburn